# The Night Before
A The Night Before a The Beatles együttes 1965-ös dala a Help! albumról. A dal szerzője Paul McCartney, de a dal Lennon–McCartney-szerzeményként jelent meg.
A dalt McCartney január környékén írta a wimpol street-i otthonában. 
1965. február 17-én rögzítették a dalt. Négy-öt óra alatt vették fel a dalt két hangsávra, melyből az egyiken csak a hangszeres kíséret van (John Lennon a felvétel során elektromos zongorán játszott), addig a másikon George Harrison, Lennon vokálja, McCartney szólóvokálja és Ringo Starr maracasjátéka hallható a középrész hangszeres kísérete mellett. Azt pontosan nem lehet tudni ki játszotta fel, de Lennon elmondása szerint: "George és Paul ugyanazt játssza, csak egy oktáv eltéréssel."
A dal először az 1965. június 6-án adásba került (de május 26-án felvett) BBC Light The Beatles (Invite You To Take A Ticket To Ride) című rádióműsorban hangzott el, ahol az együttes tagjai reklámozták a dalaikat.

## Közreműködött
Ian MacDonald szerint:
- Paul McCartney – duplázott ének, basszusgitár, szólógitár
- John Lennon – vokál, elektromos zongora
- George Harrison – vokál, szólógitár
- Ringo Starr – dob, tamburin